# Saint-Hilaire (Aude)
Saint-Hilaire – miejscowość i gmina we Francji, w regionie Oksytania, w departamencie Aude. Przez miejscowość przepływa rzeka Lauquet. 
Według danych na rok 1990 gminę zamieszkiwały 653 osoby, a gęstość zaludnienia wynosiła 28 osób/km² (wśród 1545 gmin Langwedocji-Roussillon Saint-Hilaire plasuje się na 444. miejscu pod względem liczby ludności, natomiast pod względem powierzchni na miejscu 308.).

## Zabytki
Zabytki w miejscowości posiadające status Monument historique:
- opactwo św. Hilarego (Abbaye de Saint-Hilaire)